# Staatsstreich des 18. Brumaire VIII

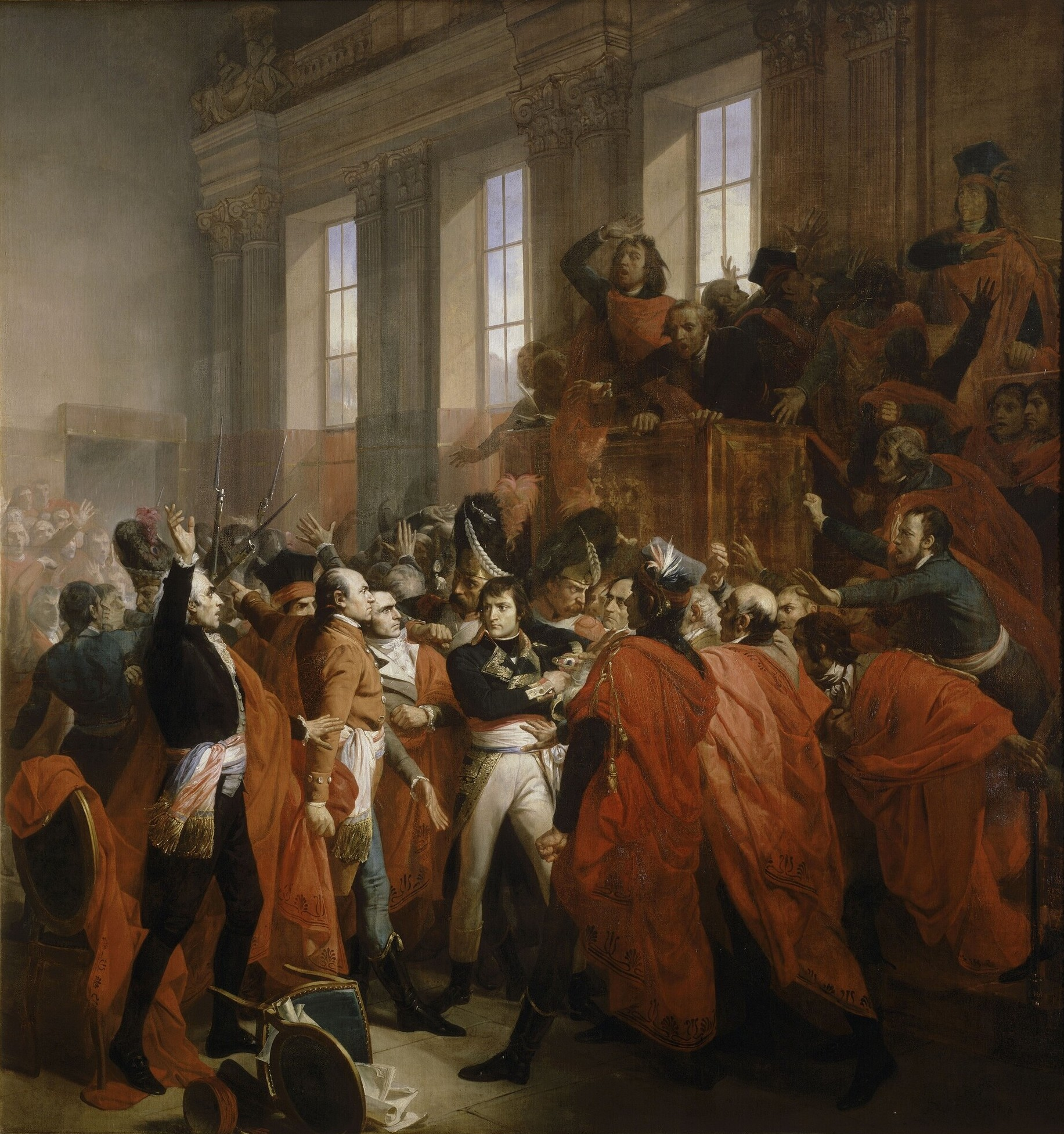
General Bonaparte vor dem Rat der Fünfhundert in Saint-Cloud am 10. November 1799 (Gemälde von François Bouchot, 1840)

Am 18. Brumaire im Jahr VIII nach dem Französischen Revolutionskalender, das entspricht dem 9. November 1799, fand in Frankreich ein Staatsstreich unter Führung Napoleons gegen die Republik statt. Seine Folgen waren das Ende des Direktoriums und damit auch der Französischen Revolution. Der General Napoleon Bonaparte wurde als Erster Konsul zum Alleinherrscher.

## Geschichte

### Ausgangslage
Die Regierung des Direktoriums war mit den ökonomischen und militärischen Schwierigkeiten überfordert. Es drohte ein Staatsstreich der Royalisten. Der Direktor Emmanuel Joseph Sieyès ließ verlauten, er suche „ein Schwert“, das „möglichst kurz“ sein solle: Er wünschte einen starken General, der zur Wiederherstellung der Republik beitragen würde, ohne dabei eigene politische Ambitionen zu verfolgen. Sieyès dachte deshalb zunächst nicht an Napoleon, sondern an General Joubert, der aber im August 1799 in der Schlacht bei Novi fiel. Sieyès fragte sodann bei General MacDonald an, der ablehnte. Als er sich schließlich an General Moreau wandte, antwortete dieser, Napoleon sei für einen Staatsstreich die bessere Wahl. Napoleon hatte am 23. August 1799 die Rückfahrt von seiner Ägyptischen Expedition angetreten und traf am 16. Oktober in Paris ein; am nächsten Tag wurde er vom Direktorium empfangen. Obwohl Napoleon den ursprünglichen Vorstellungen von Sieyès nicht entsprach und obwohl er seinerseits nicht viel von Sieyès hielt, kam es schließlich zu einer Übereinkunft, da beide für ihre Ziele aufeinander angewiesen waren.

### Verlauf des Staatsstreichs
Unter dem Vorwand, ein Putsch der Neujakobiner stünde unmittelbar bevor, wurden am 18. Brumaire die Angehörigen der beiden Kammern der Nationalversammlung auf das Schloss Saint-Cloud, außerhalb von Paris, verbracht. Dies verhinderte ein mögliches späteres Eingreifen der Pariser Stadtbevölkerung zugunsten der jetzt praktisch gefangenen Parlamentarier, sobald der eigentliche Putsch ruchbar werden sollte. Drei der fünf Direktoren, Sieyès, Paul Barras und Roger Ducos, traten zurück. Die beiden anderen, Gohier und Moulin, wurden unter dem Verdacht, Jakobiner zu sein, angeklagt und abgesetzt. Damit war am 19. Brumaire der Staat praktisch führungslos, da die Mitglieder des Direktoriums entweder zurückgetreten oder inhaftiert waren.
Bonaparte war von den Putschisten die Sicherung der Stadt Paris anvertraut worden. Kaum war die Hauptstadt von Bonapartes Soldaten besetzt, erklärten die Putschisten öffentlich, die Republik sei durch „Konterrevolutionäre und Verschwörer“ gefährdet. Diese stünden angeblich kurz vor dem Zuschlagen. In dieser angespannten Situation benötige es eine starke Führung, die durch eine rasche Verfassungsänderung geschaffen werden sollte.
Das Parlament im Schloss von Saint-Cloud wurde von Soldaten umstellt. Die im Orangerie-Saal zusammengetretenen Abgeordneten des Rates der Fünfhundert verweigerten ihre Zustimmung zu der von den Putschisten um Bonaparte vorgelegten Verfassungsänderung. Der als Redner unbegabte und unerfahrene Bonaparte hatte zuvor schon vor dem Oberhaus, dem Ältestenrat, mit seinen Überzeugungsversuchen wenig Anhänger gewinnen können. Auch vom Rat der Fünfhundert erhielt er mit Rufen wie „Nieder mit dem Diktator!“ eine Abfuhr. Die Abgeordneten bedrängten Napoleon, indem sie ihn anschrien; unklar ist, ob sie handgreiflich wurden.
Napoleons Bruder Lucien Bonaparte, der Vorsitzende des Rates der Fünfhundert, griff zur Rettung Napoléons ein: In einer improvisierten Rede behauptete er, die Abgeordneten hätten Napoleon mit Dolchen attackiert – eine klare Lüge, die die Soldaten nicht überzeugen konnte. Lucien Bonaparte zog daraufhin seinen Säbel und verkündete, er selbst würde ihn seinem Bruder in die Brust rammen, sobald „dieser die Revolution verriete“. Die Soldaten räumten unter dem Befehl des Kavallerieoffiziers Joachim Murat (der später Napoleons Schwager und König von Neapel wurde) daraufhin mit Gewalt den Saal.
Gegen zwei Uhr morgens stimmten die Abgeordneten des Ältestenrates und einige der Abgeordneten des Rates der Fünfhundert unter Druck der Militärs der Verfassungsänderung zu. Eine vorläufige Regierung, die aus den drei Konsuln Napoléon Bonaparte, Emmanuel Joseph Sieyès und Roger Ducos bestand, wurde ernannt.
Wider Erwarten blieb die Pariser Stadtbevölkerung ruhig und protestierte nicht gegen den Regierungswechsel. Damit war die letzte Hürde genommen, die Putschisten hatten ihr Ziel erreicht.

### Neue Verfassung
Bonaparte ließ unter der Federführung Sieyès’ eine neue Verfassung ausarbeiten. Dabei schaffte er es jedoch, seine Mitverschwörer auszubooten. Da er faktisch derjenige war, der nun alle Fäden in der Hand hatte (er kommandierte die Truppen, die die Putschisten brauchten, und war beim Volk beliebt), konnte er seine Bedingungen diktieren.
Am 13. Dezember 1799 wurde die Verfassung des Konsulats (die sogenannte Verfassung des Jahres VIII) verabschiedet. Sie wurde am 25. Dezember 1799 in Kraft gesetzt, obwohl die Volksabstimmung, die über ihre Gültigkeit entscheiden sollte, noch gar nicht abgeschlossen war. Der 30-jährige Napoleon Bonaparte wurde als Erster Konsul faktisch zum Alleinherrscher. Er allein ernannte die Minister, konnte Gesetze verfassen und verabschieden, die beiden anderen Konsuln durften ihn nur beraten.
Gemäß dem letzten Artikel der Verfassung (Artikel 95) war unverzüglich eine Volksabstimmung über die neue Verfassung anberaumt worden. Sie fand im ganzen Monat Nivôse statt (beginnend am 21. Dezember 1799) und wurde von Lucien Bonaparte überwacht, den Napoleon zum Innenminister ernannt hatte. Am 7. Februar 1800 gab Lucien Bonaparte das offizielle Ergebnis der Auszählung bekannt: eine Mehrheit von 99,9 Prozent für die neue Verfassung (3.011.007 Ja-Stimmen und 1.562 Nein-Stimmen) – wobei Lucien Bonaparte das Ergebnis massiv gefälscht und etwa 900.000 Ja-Stimmen hinzugefügt hatte. Auch mit den Fälschungen lag die Wahlbeteiligungsrate nur bei 50 Prozent.